# Назарівка (Кропивницький район)
Наза́рівка — село в Україні, у Соколівській сільській громаді Кропивницького району Кіровоградської області. Населення становить 300 осіб.

## Населення
Згідно з переписом УРСР 1989 року чисельність наявного населення села становила 282 особи, з яких 134 чоловіки та 148 жінок.
За переписом населення України 2001 року в селі мешкало 300 осіб.

### Мова
Розподіл населення за рідною мовою за даними перепису 2001 року:
| Мова       | Відсоток |
| ---------- | -------- |
| українська | 95,67 %  |
| російська  | 2,67 %   |
| молдовська | 1,00 %   |
| білоруська | 0,33 %   |
| румунська  | 0,33 %   |